# 압록강 회전
압록강 회전(일본어: 鴨綠江會戰 오우료쿠코 카이센[*], 러시아어: Бой на реке Ялу 보이 나 레케 얄루[*])은 1904년 4월 30일 러일 전쟁에서 일본 제국 육군 제1군이 압록강을 도하하여 만주로 가는 길에 대기하고 있던 러시아 제국 육군과 최초로 격돌한 전투이다. 압록강 도하작전(鴨緑江渡河作戦)이라고도 불린다. 교전은 압록강 하구 의주에서 벌어졌으며, 압록강을 경계로 조선과 만주의 경계가 경계가 되는 곳이었다.

## 배경
러시아 극동 사령관 알렉세이 쿠로팟킨의 전략은 시베리아 횡단철도를 통한 충분한 증원이 전선에 이뤄질 때까지 방어를 위해 방어적 지연 전술로만 일본군과 교전을 한다는 것이었다. 그는 충분한 수준으로 증원하기까지 적어도 6개월 정도가 소요될 것으로 추정하고 있었다. 그는 또한 예브게니 알렉세예프 부왕으로부터 조선을 통한 일본군의 진격을 방해하지 말고 압록강에서 전선을 유지하여 일본군이 만주로 진출하지 못하게 하라는 엄중한 명령을 받고 있었다.
1904년 4월 22일에, 쿠로팟킨은 압록강 북쪽 강변에서 고착 지연 작전을 쓰기 위해 16,000명의 보병과 5,000명의 기병과 62문의 포병을 가진 미하일 자술리치 소장이 지휘하는 동방파견대를 파견했다. 그러나 그의 군대는 274km 전선에 걸쳐서 넓게 조각조각 펼쳐져 있었고, 반면 일본군은 선택한 단일 지점에 전력을 집중했다. 게다가 자술리치 장군은 일본을 높게 평가하지 않았다. 대부분의 러시아군은 의주 근처에 배치가 되었고, 조선에서 만주로 통하는 주요 도로를 봉쇄하고 있었다. 소수의 파견대만이 강둑 상하류를 방비했을 뿐이었다.
1904년 2월 9일 제물포 해전에서 일본 제국 해군의 승전 이후, 구로키 다메모토 중장이 지휘하는 일본 제국 해군이 육군 제1군의 2사단, 12사단, 그리고 근위사단을 조선에 배치하는 것은 어렵지 않았다. 일본군 전체 지상 병력은 약 42,500명에 이르렀다. 일본 제국 육군 제1군은 제물포(오늘날의 인천)에서 빠르게 북쪽으로 진군해 1904년 2월 21일에는 평양에 입성했고, 3월 18일에는 안주에 이르렀다. 청일 전쟁에서 병참에 중요성을 다시 한번 깨달았기 때문에, 일본군은 10,000명에 이르는 조선인 인부를 고용했고, 그들이 현지에서 받는 임금보다 높게 책정하여 현지에서 마련한 음식과 보급품도 지급했다. 이러한 요식적 행위는 러시아군이 조선 북부에서 행했던 행위와는 크게 다른 행동이었다.

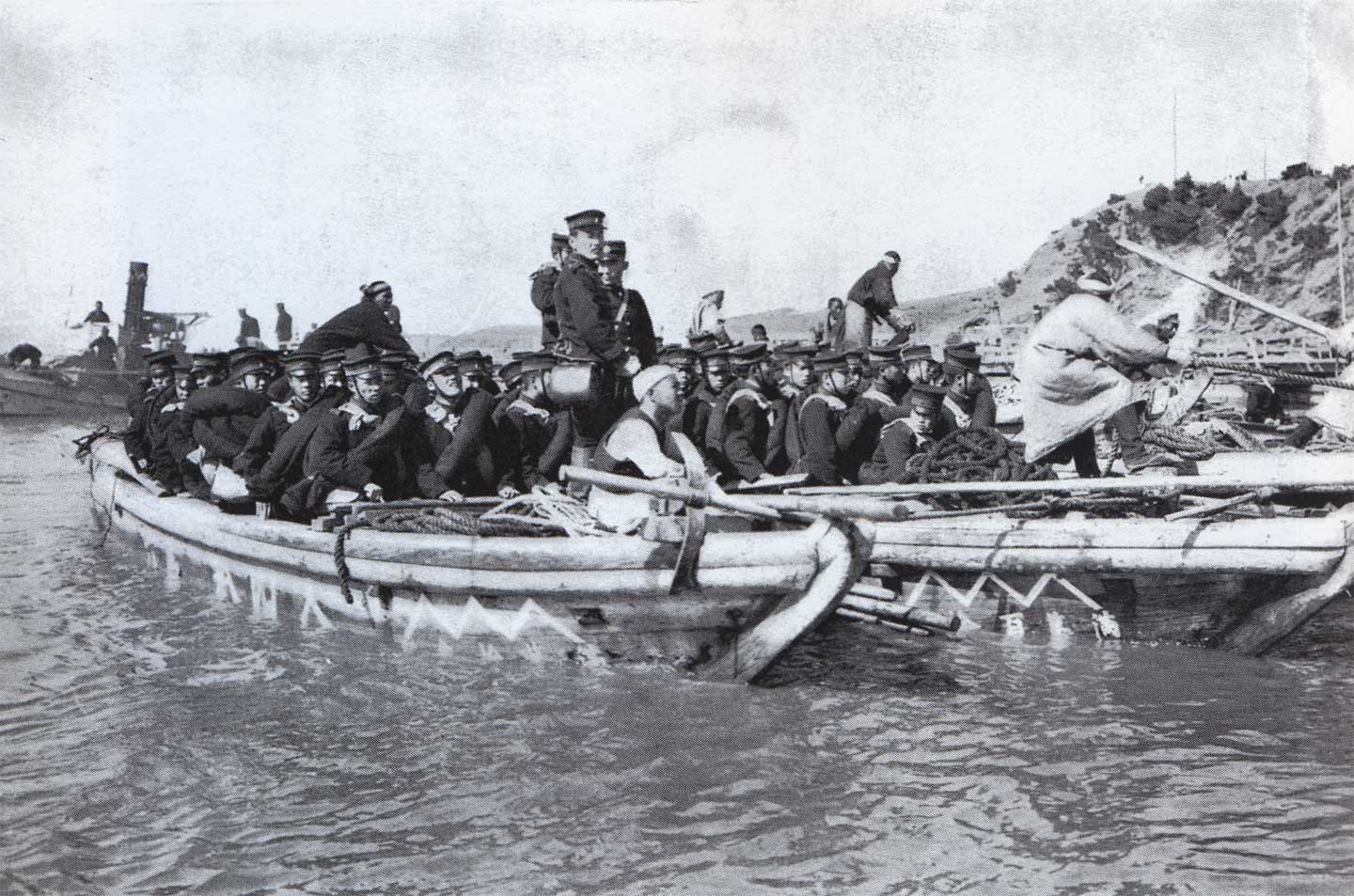
일본군의 남포 상륙

봄 해빙기의 평양 외부에 있는 대동강 어귀의 진암포의 항구(현재의 북한 남포)를 함락함으로써, 일본군은 제1군단의 잔여 부대를 3월 29일에 상륙시킬 수 있었다.
1904년 4월 21일경, 일본 제국 육군 1군은 의주의 남쪽에 집결하여 은신하고 있었다. 일본군은 1894년 8월 청일 전쟁 때 압록강 전투에서의 바로 그 압록강 남안의 똑 같은 위치에 포진하고 있었다. 일본군은 조선인 어부로 변장한 정찰대에 의한 첩보활동을 통해 러시아군이 배치된 정확한 위치를 알고 있었고, 러시아군도 자신들의 진지를 굳이 은닉할 노력을 기울이지 않았다. 4월 23일 경, 일본군은 러시아 참호선의 개략과 단둥 지역 주변의 방어 진지에 대한 상세한 정보를 알게 되었다. 효과적인 첩보활동을 통해 일본군이 추정하는 러시아 부대 병력은 1,000명이 넘지 않았으며, 대포 수도 실제 수보다 2문 적은 정도의 정확한 정보를 알게 되었다. 일본군은 진지를 숨기기 위해 모든 노력을 쏟았다. 활동과 도로, 대포, 그리고 다른 장비를 숨기기 위해 나무와 기장, 관목을 이용한 위장을 했다.

## 결과 및 영향
압록강 회전은 일본군의 승리로 막을 내렸다. 전투에서 일본군은 제1군 병력 42,500명중 1,036명이 전사했다. 러시아 군은 전체 2,700명의 사상자를 기록하였고, 전사 500명, 전상 1,000명 그리고 600명의 포로와 더불어 야전포 24문 중 21문을 상실했다.
압록강 회전은 러일 전쟁 최초의 육상전이었다. 러시아 군의 패배는 일본 군이 쉬운 상대일 것이라는 생각을 날려버렸고, 러시아군의 압도적인 승리는 고사하고, 전쟁이 단기간에 끝나지 않을 것임을 인지시켰다.
단둥 시 구련성의 정상에 ‘압록강 전적’이라고 불리는 일종의 기념탑이 남아 있다. 전적비는 문화대혁명 시기에 일부 파괴되었지만, 일본으로부터 받은 굴욕의 역사를 후세에 기억시키기 위해 지방 정부에 의해 보수되었다.

## 참고 문헌
- Connaughton, Richard (2003). Rising Sun and Tumbling Bear. Cassell. ISBN 0-304-36657-9
- 로템 코우너 (2006). Historical Dictionary of the Russo-Japanese War. Scarecrow. ISBN 0-8108-4927-5
- Nish, Ian (1985). The Origins of the Russo-Japanese War. 롱맨. ISBN 0-582-49114-2
- Sedwick, F.R. (1909). The Russo-Japanese War. 맥밀란 컴퍼니.